# Mount Ascutney
Mount Ascutney is een berg van het type inselberg in Windsor County in het zuiden van de Amerikaanse staat Vermont. De berg heeft een hoogte van 958 meter boven zeeniveau en steekt zo'n 700 meter uit boven het omringende landschap. De berg is echter niet het hoogste punt van de county, dat is de westelijker gelegen berg Gillespie Peak. De berg is zichtbaar vanaf de 113 kilometer verderop liggende berg Mount Washington.
Opvallend aan de berg zijn de tevoorschijn komende granieten aardlagen, waarvan er een, in de buurt van de piek, dient als startpunt voor deltavliegers. De berg is zeer steil en de paden naar de top lopen door een staatsbos van Vermont.
De naam "Ascutney" komt van het Abenaki woord Ascutegnik, dat de naam was van een nederzetting in de buurt waar de Sugar River de Connecticut ontmoet. De Abenaki naam voor de berg is Cas-Cad-Nac, wat "berg met de rotsachtige top" betekent.